# 羅巧倫
羅巧倫（1982年6月7日—），台灣女演員，童星出道。曾就讀北一女補校，於高一下轉學至華岡藝校，並在2021年出演《黃金歲月》黃雪琴一角，獲得廣大觀眾的迴響，直呼：演技十分精湛，把反派角色駕馭得收放自如

## 個人生活
- 父親羅文忠是著名閩南語劇製作人。
- 姐姐是演員何依霈，姐夫是龍語申。

## 電視劇
| 年份   | 頻道       | 劇名                                    | 角色          |
| 1990年 | 台視       | 《三媽再生》                            | 龍女          |
| 1992年 | 台視       | 《七仙女》                              | 小運          |
| 1992年 | 台視       | 《媽祖過台灣》                          | 小雪          |
| 1993年 | 台視       | 《英雄少年》                            | 江水生        |
| 1993年 | 台視       | 《中國民間故事》-小鬼當道               | 小狗子        |
| 1994年 | 台視       | 《俠義見青天》《殺夫記》                | 香兒          |
| 1994年 | 中視       | 《媽祖出巡》                            | 小玉          |
| 1999年 | 三立台灣台 | 《鳥來伯與十三姨》                      | Amy           |
| 2002年 | 台視       | 《台灣英雄斧頭將軍》                    | 阿伶          |
| 2002年 | 台視       | 《台灣男女真情事件》 - 陶瓷場搶夫雙姝淚 | 連美霞        |
| 2002年 | 台視       | 《台灣男女真情事件》 - 天生吃軟飯的男人 | 尤佩蓉        |
| 2002年 | 台視       | 《台灣男女真情事件》 - 衰仙姑碰倒霉鬼   | 甄梅          |
| 2002年 | 八大第一台 | 《第一劇場》《滿足阿嬤》                | 淑芬          |
| 2002年 | 八大第一台 | 《第一劇場》《三合院的秘密》            | 阿梅          |
| 2002年 | 八大第一台 | 《第一劇場》《富貴有春》                | 吳富貴        |
| 2002年 | 八大第一台 | 《第一劇場》《鴛鴦淚》                  | 阿菊          |
| 2002年 | 八大第一台 | 《第一劇場》《錯愛一世情》              | 廖寶玉        |
| 2002年 | 八大第一台 | 《第一劇場》《尪仔鬥金光》              | 康招弟        |
| 2002年 | 民視       | 《超人氣學園》                          | 徐盼娣        |
| 2002年 | 民視       | 《人間劇場─人間走馬燈》《阿蓮冤》       | 林雪晴 王阿蓮 |
| 2002年 | 民視       | 《人間劇場─人間走馬燈》《夜半鈴聲》     | 婷婷          |
| 2003年 | 民視       | 《藍色水玲瓏》《幽靈情書》              | 王麗君        |
| 2003年 | 民視       | 《藍色水玲瓏》《轉世情劫》              | 慧心          |
| 2003年 | 民視       | 《藍色水玲瓏》《紅燈籠血咒》            | 靜玉          |
| 2003年 | 民視       | 《藍色水玲瓏》《瘋女二十年》            | 劉小眉        |
| 2003年 | 民視       | 《藍色水玲瓏》《鬼眼銅鈴》              | 范滿玉        |
| 2003年 | 民視       | 《藍色水玲瓏》《鏡子裡的男人》          | 阿花          |
| 2003年 | 中天娛樂台 | 《社會記者的故事》《錯殺時刻》          | 姿華          |
| 2003年 | 八大第一台 | 《第一劇場》《望你早歸》                | 李美蘭        |
| 2003年 | 八大第一台 | 《第一劇場》《苦戀花》                  | 月瑛          |
| 2003年 | 八大第一台 | 《第一劇場》《姻緣天注定》              | 吳美蓮        |
| 2003年 | 八大第一台 | 《第一劇場》《英雄美人》                | 艷紅          |
| 2003年 | 八大第一台 | 《第一劇場》《針線情》                  | 林文敏        |
| 2003年 | 八大第一台 | 《第一劇場》《情義無價》                | 蔡秀蘭        |
| 2003年 | 三立台灣台 | 《戲說台灣》《紅頭師公》                | 陳麗華        |
| 2003年 | 八大第一台 | 《第一劇場》《恩怨情天》                | 高明芳        |
| 2003年 | 八大第一台 | 《第一劇場》《情深意長》                | 碧霞          |
| 2003年 | 八大第一台 | 《第一劇場》《血海深仇》                | 洪明珠        |
| 2003年 | 八大第一台 | 《第一劇場》《虎姑婆》                  | 朱春玉        |
| 2003年 | 華視       | 《麻辣鮮師》                            | 秦速藍        |
| 2004年 | 八大第一台 | 《第一劇場》《奪命郎心》                | 秋玲          |
| 2004年 | 三立台灣台 | 《戲說台灣》《七星斬桃花》              | 麗娜          |
| 2004年 | 八大第一台 | 《第一劇場》《姊妹鍊》                  | 林素心        |
| 2004年 | 八大第一台 | 《第一劇場》《狐仙》                    | 慧珠          |
| 2004年 | 八大第一台 | 《第一劇場》《恩怨一世情》              | 鄭雪卿        |
| 2004年 | 八大第一台 | 《第一劇場》《美人鏡》                  | 玉雙          |
| 2004年 | 民視       | 《新玫瑰瞳鈴眼》《怪客》                | 何青青        |
| 2004年 | 八大第一台 | 《第一劇場》《陰陽路》                  | 張心蓮        |
| 2004年 | 八大第一台 | 《第一劇場》《詛咒的鎖鏈》              | 惠雯          |
| 2004年 | 八大第一台 | 《第一劇場》《鳳陽婆》                  | 王美娟        |
| 2004年 | 民視       | 《新玫瑰瞳鈴眼》《魔女的秘密》          | 吳欣欣        |
| 2004年 | 民視       | 《關鍵時刻》《沒有臉的女人》            | 劉曉琪        |
| 2004年 | 民視       | 《關鍵時刻》《愛的烙印》                | 劉曉琪        |
| 2004年 | 民視       | 《關鍵時刻》《愛你愛到殺死你》          | 劉曉琪        |
| 2004年 | 民視       | 《關鍵時刻》《女魔頭》                  | 劉曉琪        |
| 2004年 | 民視       | 《關鍵時刻》《留不住的故事》            | 劉曉琪        |
| 2004年 | 民視       | 《關鍵時刻》《致命的旅程》              | 劉曉琪        |
| 2004年 | 八大第一台 | 《第一劇場》《鬼鴛鴦》                  | 陳秀琴        |
| 2004年 | 民視       | 《關鍵時刻》《索命鈴聲》                | 劉曉琪        |
| 2004年 | 民視       | 《關鍵時刻》《我是你今生的新娘》        | 劉曉琪        |
| 2004年 | 民視       | 《關鍵時刻》《別愛陌生人》              | 劉曉琪        |
| 2004年 | 民視       | 《關鍵時刻》《血染白玫瑰》              | 劉曉琪        |
| 2004年 | 八大第一台 | 《第一劇場》《女鬼復仇記》              | 劉美蘭        |
| 2004年 | 八大第一台 | 《第一劇場》《鬼妻》                    | 黃玉華        |
| 2004年 | 八大第一台 | 《第一劇場》《鬼情鬼義》                | 王佳慧        |
| 2004年 | 八大第一台 | 《第一劇場》《鬼眼》                    | 徐柑妹 廖金英 |
| 2004年 | 八大第一台 | 《第一劇場》《紅頭繩》                  | 呂月娥        |
| 2005年 | 八大第一台 | 《第一劇場》《離魂劫》                  | 葉美雲        |
| 2005年 | 八大第一台 | 《第一劇場》《桃花劫》                  | 林秋紅        |
| 2005年 | 八大第一台 | 《第一劇場》《通靈玉鐲》                | 林翠紅        |
| 2005年 | 八大第一台 | 《第一劇場》《魔鬼交易》                | 林秀娟        |
| 2005年 | 八大第一台 | 《第一劇場》《孤魂夜伴》                | 劉梅芳        |
| 2005年 | 八大第一台 | 《第一劇場》《孿生奇案》                | 鄧麗婷        |
| 2005年 | 三立台灣台 | 《戲說台灣》《怨妒狀元郎》              | 張美鳳        |
| 2005年 | 三立台灣台 | 《戲說台灣》《生死情緣》                | 陳玉英        |
| 2005年 | 民視       | 《八兩金》                              | 阿桃          |
| 2006年 | 三立台灣台 | 《戲說台灣》《孝子的金扁擔》            | 美秀          |
| 2006年 | 三立台灣台 | 《金色摩天輪》                          | 方玉玲        |
| 2007年 | 三立台灣台 | 《戲說台灣》《水仙夢》                  | 王美仙        |
| 2007年 | 三立台灣台 | 《戲說台灣》《夢妻》                    | 素秋          |
| 2007年 | 三立台灣台 | 《戲說台灣》《地獄新娘》                | 陳昭惠        |
| 2007年 | 民視       | 《黑貓大旅社》                          | 張麗婷        |
| 2007年 | 民視       | 《濟公》                                | 阿雀          |
| 2007年 | 三立台灣台 | 《戲說台灣》《土地婆扶家》              | 土地婆        |
| 2007年 | 三立台灣台 | 《戲說台灣》《壽在完工》                | 秋華          |
| 2007年 | 三立台灣台 | 《戲說台灣》《憨古榷龜精》              | 淑勤          |
| 2008年 | 三立台灣台 | 《我一定要成功》                        | 郭如玉        |
| 2008年 | 三立台灣台 | 《戲說台灣》《錢母請財神》              | 顏如意        |
| 2008年 | 三立台灣台 | 《戲說台灣》《白紙告陰狀》              | 楊雪梅        |
| 2008年 | 民視       | 《娘家》                                | 小貝          |
| 2008年 | 三立台灣台 | 《戲說台灣》《石母乳傳奇》              | 江春玉        |
| 2008年 | 三立台灣台 | 《戲說台灣》《麥寮還魂奇譚》            | 朱琇華        |
| 2008年 | 三立台灣台 | 《戲說台灣》《飛天石鎮鬼門關》          | 麵龜          |
| 2008年 | 三立台灣台 | 《戲說台灣》《南方澳金媽祖》            | 陳寶珠        |
| 2009年 | 三立台灣台 | 《戲說台灣》《電母掠閃電賊》            | 小鳳          |
| 2009年 | 三立台灣台 | 《戲說台灣》《媽祖坐牢一百年》          | 林秋月        |
| 2009年 | 三立台灣台 | 《戲說台灣》《油炸活包公》              | 李秀娟        |
| 2009年 | 三立台灣台 | 《戲說台灣》《打狗空棺謎》              | 王妃 王菲     |
| 2009年 | 三立台灣台 | 《戲說台灣》《紙糊的神明》              | 黃秀娟        |
| 2010年 | 三立台灣台 | 《戲說台灣》《乞金龜》                  | 謝水美        |
| 2010年 | 三立台灣台 | 《戲說台灣》《澎湖七美人》              | 玉女          |
| 2010年 | 三立台灣台 | 《戲說台灣》《月老拼財神》              | 林彩虹        |
| 2010年 | 三立台灣台 | 《戲說台灣》《媽祖失蹤一百天》          | 楊美英        |
| 2010年 | 三立台灣台 | 《戲說台灣》《買臉的妖精》              | 黃秋蓉        |
| 2010年 | 三立台灣台 | 《戲說台灣》《割舌地獄》                | 林秀娟        |
| 2010年 | 三立台灣台 | 《戲說台灣》《城隍爺娶細姨》            | 蔡玲蕙        |
| 2010年 | 三立台灣台 | 《戲說台灣》《鯉魚雙生子》              | 林宜君        |
| 2010年 | 三立台灣台 | 《戲說台灣》《萬丹胭脂溝》              | 陳秀琴        |
| 2011年 | 三立台灣台 | 《戲說台灣》《阿彌陀佛碑》              | 豔姬          |
| 2011年 | 大愛電視台 | 《戀戀情深》                            | 楊晶媖        |
| 2011年 | 民視       | 《夜市人生》                            | 趙曉柔        |
| 2012年 | 民視       | 《父與子》                              | 黃容          |
| 2012年 | 三立台灣台 | 《雨夜花》                              | 阿惠          |
| 2012年 | 民視       | 《風水世家》                            | 楊采芸        |
| 2014年 | 民視       | 《廉政英雄》第二十六單元：分身          | 張育祺 王巧雲 |
| 2014年 | 民視       | 《嫁妝》                                | 江素帆        |
| 2016年 | 三立台灣台 | 《甘味人生》                            | 呂安雅        |
| 2017年 | 三立台灣台 | 《一家人》                              | 廖莎莎 廖安琪 |
| 2018年 | 民視       | 《大時代》                              | 郭玉華        |
| 2019年 | 華視       | 《鬥陣來鬧熱》                          | 瑤瑤          |
| 2021年 | 民視       | 《黃金歲月》                            | 黃雪琴        |
| 2022年 | 民視       | 《市井豪門》                            | 李秋月 沈家怡 |
| 2024年 | 三立台灣台 | 《願望》                                | 林美妍        |

## 外部連結
- 羅巧倫的Facebook專頁
- 羅巧倫的Instagram帳戶
- 羅巧倫LoChaioLun的新浪微博
- 羅巧倫Barika的新浪微博